# Раседо, Эдуардо
Эдуардо Раседо Фариас (исп. Eduardo Racedo Farías; 14 октября 1843, Парана, провинция Энтре-Риос — 31 декабря 1918, Буэнос-Айрес) — аргентинский военный и политик. Он участвовал в Парагвайской войне, Гражданских войнах и Завоевании пустыни. 
Губернатор провинции Энтре-Риос (1883—1887), военный и военно-морский министр Аргентины (1887—1888) и военный министр Аргентины (1910).

## Детство и юность
Эдуардо Раседо родился 14 октября 1843 года в Паране, провинция Энтре-Риос. Второй сын Педро де Алькантары Раседо Мачадо и Дезидерии Фариас Саа.
Раседо начал свою военную карьеру в возрасте 17 лет, когда в апреле 1860 года он поступил на службу в армию государства Буэнос-Айрес. Он поступил во 2-й линейный пехотный батальон Буэнос-Айреса, позднее его заслуги позволили ему быть переведенным на западную границу, в Рохас.

## Военные кампании
Получив звание второго лейтенанта в марте 1861 года, Эдуардо Раседо принял участие в битве при Павоне, которая состоялась 18 сентября того же года, в составе армии штата Буэнос-Айрес под командованием генерала Бартоломе Митре. Позже он присоединился к силам, двигавшимся в направлении Корриентеса в поддержку генерала Никанора Касереса, который начал движение в поддержку государства Буэнос-Айрес.
В качестве капитана 2-го линейного пехотного батальона он отправился на Парагвайскую войну, участвуя в подавлении парагвайского вторжения в Корриентес, в битве при Ятае, а также в битвах при Эстеро-Бельяко, Туюти, Бокероне и Курупайти.
По приказу президента Митре он вернулся в провинцию Корриентес, чтобы поддержать революцию против конституционного губернатора Эваристо Лопеса. С января 1869 года он присоединился к обороне южной границы провинции Кордова, а через несколько недель получил звание подполковника.
В апреле 1870 года он был направлен в провинцию Энтре-Риос, где участвовал в подавлении Хорданского восстания, приняв участие в сражениях при Саусе и Санта-Росе под командованием генералов Эмилио Конесы и Игнасио Риваса.
Вернувшись на границу с Кордовой, он участвовал в нескольких сражениях против племени Ранкелес под командованием генерала Хосе Мигеля Арредондо.
В июне 1873 года он вернулся в Энтре-Риос, чтобы противостоять второму восстанию Лопеса Хордана под командованием генерала Хуана Айялы. Он участвовал в победе при Арройо-Эспинильо под командованием Луиса Марии Кампоса и в битве при Доне Гонсало под непосредственным командованием генерала Мартина де Гаинсы.
В январе 1874 года он вернулся на границу Кордовы и в конце того же года отказался поддержать генерала Арредондо в революции того года. Он присоединился к войскам полковника Хулио Аргентино Роки в качестве начальника штаба. Он участвовал в битве при Санта-Росе в качестве командующего правым крылом национальных сил и на поле боя получил звание полковника.
Вернувшись на границу с племенем Ранкель, он провел против них несколько наступательных операций, в том числе пленение вождя Рамона Кабраля в сентябре 1877 года. Он участвовал в подготовительных кампаниях по завоеванию пустыни, а в октябре 1878 года пленил главного вождя Эпумера и рассеял силы Байгорриты. В ходе своего наступления он занял поселения Пуатауэ и вышел на берега реки Саладо.
Он был командующим 3-й армейской дивизией во время генеральной кампании под руководством Рока. Во второй раз ему не удалось пленить вождя Байгорриту, но он заставил его бежать в сторону горного хребта Анд с его значительно сократившимися силами. Он спас 46 пленных и взял в плен 123 «воюющих индейца» и 469 «черни». Два года спустя он опубликовал книгу «Покорение пустыни».
В следующем году он участвовал в подавлении революции губернатора Буэнос-Айреса Карлоса Техедора. Во главе дивизии, переправленной по реке в Кампану, он не смог предотвратить сосредоточение противника в битве при Оливере. Две недели спустя он разгромил силы Буэнос-Айреса под командованием Хосе Иносенсио Ариаса в битве при Пуэнте-Альсина. 9 июля того же года ему было присвоено звание полковника-майора, эквивалентное бригадному генералу.

## Политическая карьера
Вернувшись на бывшую коренную границу, он основал город Викторика и оставался в этом районе до 1 января 1883 года, имея звание «младшего инспектора армии Кордовы и Санта-Фе». 3 ноября 1882 года ему было присвоено звание генерал-майора.
1 мая 1883 года он был избран губернатором провинции Энтре-Риос. Среди его последователей было много бывших сторонников Рикардо Лопеса Хордана, в том числе министры Хуан Мантеро и Мигель Лауренсена. Сразу после вступления в должность он созвал Учредительный конвент, который в ноябре 1883 года реформировал конституцию провинции, а в конце того же года перенес столицу провинции из Консепсьон-дель-Уругвай в Парану.
Во время его правления были основаны города Федерасьон и Сан-Сальвадор, а также несколько сельскохозяйственных колоний. Он создал пенсионную систему для провинциальных государственных служащих, провинциальный совет по образованию и гражданский реестр. Он также основал Банк Энтре-Риос и Музей Параны по инициативе президента Совета по образованию Педро Скалабрини.
В январе 1887 года он ушел с поста губернатора, чтобы занять пост министра войны и флота, заменив генерала Николаса Левалле. В свою очередь, он ушел в отставку с этой должности в апреле 1888 года, но был заменен только в апреле 1890 года самим Леваллем.
С этого момента он вышел в отставку и участвовал в подавлении Парковой революции в июле 1890 года в качестве командира резервного корпуса, базировавшегося в столице. В период с февраля по май 1897 года он прервал свою бездеятельность, став начальником штаба аргентинской армии.
В сентябре 1904 года ему было присвоено звание генерал-лейтенанта. Шесть лет спустя он командовал военным парадом в честь столетия Аргентины.
Эдуардо Раседо скончался в Буэнос-Айресе 31 декабря 1918 года.
С 1871 года он был женат на Энрикете Отаньо Кларии (1854—1931), от брака с которой у него было одиннадцать детей.